# Čengdu
Čengdu (pinjin: Chengdu; sečuanska izgovorjava [tsʰən˨˩tu˥], izgovorjava v standardni mandarinščini: [ʈʂʰə̌ŋ.tú] ()), alternativno latinizirano kot Čengtu), je podprovinčno mesto, ki služi kot glavno mesto kitajske province Sečuan. Poleg Čongčinga in Šjana je eno izmed treh najbolj naseljenih mest v zahodni Kitajski. Leta 2014 je na upravnem območju živelo 14.427.500 prebivalcev, največ v Sečuanu, od tega 10.152.632 urbanih prebivalcev. V času popisa leta 2010 je bil Čengdu peta najbolj naseljena aglomeracija na Kitajskem z 10.484.996 prebivalci na pozidanem območju, vključno z okrožjem Šindžin in okrajnim mestom Guanghan. Čengdu velja za svetovno mesto z razvrstitvijo »Beta +« (skupaj z Barcelono in Washingtonom, DC) po kriterijih mreže za raziskave globalizacije in svetovnih mest. Leta 2020 se je Čengdu uvrstil na 43. mesto po indeksu globalnih finančnih središč.
Čengdu se nahaja v osrednjem delu Sečuana. Okoliška Čengdujska ravnina je znana kot »Nebeška dežela« (kitajsko: 天府之国 ; pinjin: Tiānfǔ zhi Guó) in »Dežela obilja«. Njeni prazgodovinski naseljenci so vključevali kulturo Sanšingdui. Namakalni sistem Dudžjangjan je vpisan med Unescovo svetovno dediščino. Skozi mesto teče reka Džin.
Čengdu, ki ga je ustanovila država Šu pred priključitvijo Kitajski, je edinstven kot pomembno kitajsko naselje, katerega ime je ostalo večinoma nespremenjeno v cesarskih, republiških in komunističnih obdobjih. Bila je prestolnica Lju Bejevega Šu Hana v obdobju treh držav, pa tudi več drugih lokalnih kraljestev v srednjem veku. Med drugo svetovno vojno so se v Čengdu naselili begunci z vzhodne Kitajske, ki so bežali pred Japonci. Po vojni se je pomen Čengduja kot povezave med vzhodno in zahodno Kitajsko razširil z gradnjo železnice do Čongčinga leta 1952, nato pa do Kunminga in Tibeta. V šestdesetih letih je Čengdu postal pomembno središče kitajske nacionalne obrambne industrije.
Čengdu je zdaj eno najpomembnejših gospodarskih, finančnih, trgovskih, kulturnih, prometnih in komunikacijskih središč v zahodni Kitajski. Njegovo gospodarstvo je raznoliko, zaznamujejo ga strojna, avtomobilska, medicinska, živilska in informacijska industrija. Mednarodno letališče Čengdu Šuanglju, letalski center Air Chine in Sichuan Airlines, je eno izmed 30 najbolj prometnih letališč na svetu, železniška postaja Čengdu pa je ena izmed šestih največjih na Kitajskem. Čengdu gosti tudi številna mednarodna podjetja in več kot 12 konzulatov; več kot 270 podjetij Fortune 500 je ustanovilo podružnice v Čengduju. V Čengduju je sedež zahodno gledališkega poveljstva ljudske osvobodilne vojske. Čengdu bo leta 2021 gostil poletne svetovne univerzitetne igre FISU, mednarodni več športni dogodek. Velja za eno najbolj primernih mest za življenje na Kitajskem.
Kultura Čengduja v veliki meri odraža kulturo njegove province Sečuan; leta 2011 ga je UNESCO priznal kot mesto gastronomije. Povezano je z orjaškim pando, kitajskim nacionalnim simbolom, ki naseljuje območje Sečuana; v Čengduju deluje raziskovalno središče za vzrejo orjaških pand.
Čengdu je eno izmed 40 znanstveno najproduktivnejših mest na svetu. V njem je največ univerz in raziskovalnih inštitutov na jugozahodu Kitajske, zlasti Sečuanska univerza, Univerza za elektronsko znanost in tehnologijo na Kitajskem, Jugozahodna univerza za finance in ekonomijo in Jugozahodna univerza Džjaotong.

## Ime
Ime Čengdu sodeč po virih izhaja iz obdobja vojskujočih se držav. Imenovali so ga kot edino večje mesto na Kitajskem, ki je ostalo na nespremenjeni lokaciji z nespremenjenim imenom skozi cesarsko, republikansko in komunistično dobo, čeprav je imelo tudi druga imena, na primer za kratek čas je bilo znano kot »Šidžing« (zahodno glavno mesto) v 17. stoletju. Etimologija imena ni jasna. Najzgodnejša in najbolj znana razlaga, čeprav je sodobni znanstveniki na splošno ne sprejemajo, je objavljena v geografskem delu Univerzalna geografija obdobja Tajping iz 10. stoletja, v katerem piše, da je deveti kralj Šujeve dinastije Kajming svojo novo prestolnico poimenoval Čengdu po izjavi kralja Taja iz Džova, da naselbina potrebuje »eno leto, da postane naselje, dve, da postane mesto in tri, da postane metropola«. (Znak za čeng 成lahko pomeni »spremenjen v«, medtem ko lahko du 都 pomeni 'metropolo' ali glavno mesto.)
Sedanje črkovanje temelji na romanizaciji pinjina; njegova poštna romanizacija je bila »Čengtu«. Njen nekdanji status sedeža prefekture Fu je spodbudil črkovanje Marca Pola »Sindafu«, »Sin-din-fu« itd. in romanizacijo protestantskih misijonarjev »Čing-too Foo«.
Čeprav je uradno ime mesta ostalo (skoraj) nespremenjeno, je okolica včasih prevzela tudi druga imena, vključno z »Jidžov«. Kitajci za mesto uporabljajo mnoge vzdevke, kot so »Mesto želv«, »Mesto brokat« in »Mesto hibiskusa«.

## Logotip
Logotip mesta, sprejet leta 2011, je navdihnila zlata sončna ptica, starodavna relikvija, odkrita leta 2001 v Džinši.

## Zgodovina

### Zgodnja zgodovina
Arheološka odkritja na območjih Sanšingdui in Džinša so pokazala, da je bilo območje okoli Čengduja poseljeno pred več kot štiri tisoč leti, med 18. in 10. stoletjem pred našim štetjem. V času kitajskih dinastij Šja, Šang in Džov je predstavljalo ločeno starodavno bronastodobno kulturo, ki je po delni sinifikaciji Kitajcem postala znana kot Šu. Šu je leta 316 pred našim štetjem osvojila Čin, naselje pa je znova ustanovil general Džang Ji. (Kitajska legenda razlaga mestni vzdevek »Mesto želv« s trditvijo, da je Džang načrtoval potek svojega mestnega obzidja tako, da je sledil želvinim sledem.) Čeprav je zagovarjal invazijo, je naselje uspevalo in dodatni viri iz Sečuana so pomagali prvemu cesarju Čina k združitvi vojskujočih držav, ki so nasledile Džov.

### Cesarska doba
Pod Hani je brokat, proizveden v Čengduju, postal v modi in se je izvažal po celotni Kitajski. Ustanovljen je bil »Brokatni uradnik« (錦官; jǐnguān), za nadzor nad njegovo kakovostjo in ponudbo. Po padcu vzhodnega Hana je Lju Bej iz mesta Čengdu vladal Šuju, jugozahodni državi treh držav. Njegov minister Džuge Ljang je to območje poimenoval »Dežela obilja«. Pod Tangom je Čengdu veljal za drugo najbolj uspešno mesto na Kitajskem po Jangzdžovu. Tako Li Baj kot Du Fu sta živela v mestu. Li Baj ga je pohvalil kot »leži nad empirjem«. Današnji mestni Caotang (»Travnata dvorana«) je bil zgrajen leta 1078 v čast prejšnji, skromnejši zgradbi tega imena, ki jo je Du Fu postavil leta 760, drugo leto svojega 4-letnega bivanja. Daoistični Čingjang Gong (»Tempelj zelenih koz«) je bil zgrajen v 9. stoletju.
Čengdu je bil glavno mesto nekdanjega Šuja ustanovitelja Vang Džjana od 907 do 925, ko ga je osvojil poznejši Tang. Poznejši Šu je leta 934 ustanovil Meng Džišjang s prestolnico Čengdu. Njegov kralj Mengčang je polepšal mesto z ukazom, naj se hibiskus posadi na mestno obzidje.
Song je mesto osvojila leta 965 in ga uporabila za uvedbo prvega široko uporabljenega papirnatega denarja na svetu. Su Ši ga je pohvalil kot »jugozahodno metropolo«. Ob padcu Songa je vodja upornikov postavil kratkotrajno kraljestvo, znano pod imenom Veliki Šu (大蜀, Dàshǔ). Domnevno naj bi Mongoli zahtevali smrt milijona ljudi v mestu, a prebivalstvo mesta je imelo manj kot 30.000 prebivalcev (ne prefektura Čengdu). Stare moške, ki niso pobegnili, so pobili, medtem ko so ženske, otroke in obrtnike zasužnjili in deportirali. V času dinastije Juan je bila večina prebivalcev Sečuana deportirana v Hunan med vstajo zahodnih etničnih plemen zahodnega Sečuana. Marco Polo je obiskal Čengdu in pisal o mostu Anšun ali njegovi prejšnji različici.
Ob padcu Minga je upornik Džang Šjandžong ustanovil svoje Veliko zahodno kraljestvo (大西) s prestolnico Čengdu; obstajalo je le od 1643 do 1646. Džang naj bi pokončal veliko število ljudi v Čengduju in po celotnem Sečuanu. Čengdu naj bi postal navidezno mesto duhov naseljeno s tigri, zaradi odseljevanja iz Sečuana pa je bilo treba v času dinastije Čing nazaj preseliti milijone ljudi iz drugih provinc. Po kolumbijski izmenjavi je Čengdujska ravnina postala eden glavnih kitajskih virov tobaka. Za okraj Pi je veljalo, da ima najvišjo kakovost tobaka v Sečuanu, zaradi česar je postal središče proizvodnje cigar in cigaret v državi, preostali del države pa je še naprej užival njuhanec.

### Moderna doba
Leta 1911 je podružnica gibanja za zaščito železnic v Čengduju pomagala sprožiti upor Vučang, kar je privedlo do Šinhajske revolucije, ki je strmoglavila dinastijo Čing.
Med drugo svetovno vojno leta 1937 se je glavno mesto Kitajske premikalo v notranjost, od Nankinga v Vuhan in iz Vuhana v Čengdu, nato pa leta 1938 iz Čengduja v Čongčing, ko se je vlada Kuomintanga (KMT) pod vodstvom Generalissima Čjang Kajšeka umaknila v Sečuan, da bi pobegnila pred napadalnimi japonskimi silami. S seboj so pripeljali poslovneže, delavce in akademike, ki so ustanovili številne industrije in kulturne ustanove, zaradi česar je Čengdu pomemben kulturni in komercialni proizvodni center.
Čengdu je postal vojaško središče za KMT v odporni vojni. Čengdu je bil izven dosega cesarskih japonskih kopenskih sil in spremljevalnih lovskih letal. Vendar so Japonci pogosto mesto preletavali s takrat izjemno naprednimi dvomotornimi srednjimi bombniki G3M »Nell«, in izvajali množična bombardiranja na civilne in vojaške cilje v Čongčingu in Čengduju. Množična formacija bombnikov G3M je zagotovila močno moč proti kitajskim lovskim letalom, namenjenim obrambi Čongčinga in Čengduja, ki so povzročali težave japonskim napadom.
Počasna in ranljiva zastarela kitajska lovska letala, ki so uporabljala nizko kakovostno gorivo, so bila v rokah sposobnih pilotov še vedno dovolj nevarna proti japonskim schnellbomber-terorjem; 4. novembra 1939 je na primer stotnik Cen Dzelju (wade-giles: Shen Tse-Liu) vodil svojo 17. lovsko eskadriljo, 5. lovsko skupino sedmih topovsko opremljenih lovcev Dewoitine D.510 v ravnem čelnem napadu na prihajajoči napad 72 bombnikov IJANF G3M (kap. Cen, je izbral to taktiko, saj je vedel, da bo delovanje 20-milimetrskega topovskega topa Hispano-Suiza HS.404 v njegovem D.510 verjetno propadlo pod g obremenitvami, v primeru, da bi napadli od zgoraj). Cenu je s topovskim ognjem uspelo zadeti vodilnega G3M kapetana Kikuši Okudo, ki je v ognju skupaj s tremi drugimi G3M bombniki, ki so bili tisti dan uničeni v napadu na Čengdu strmoglavil. S smrtjo kapitana Okude v zračni bitki nad Čengdujem je IJN Kajgun-dajsa (海軍 大佐) postal najvišji letalski čin IJN, ki je do tedaj umrl v akciji v odporni vojni/drugi svetovni vojni.
Sredi poznih 1940 so se neznano Američanom in evropskim zaveznikom cesarski Japonci pojavili na nebu nad Čongčingom in Čengdujem s takrat najsodobnejšim lovskim letalom na svetu: lovcem A6M »Zero«, ki je nad Kitajsko prevladoval nad vedno bolj zastarelimi ruskimi letali Polikarpov I-15/I-153 in I-16, ki so bila takrat glavna lovska letala kitajskih nacionalističnih zračnih sil. To se bo kasneje izkazalo za nesramno prebujenje zavezniških sil v pacifiški vojni po napadu na Pearl Harbor. Eden prvih ameriških lovskih asov in prvotni pilot prostovoljnega lovca za kitajsko nacionalistično vojaško letalstvo, major Huang Šinrui (prijatelji so mu nadeli vzdevek »Buffalo«) je umrl zaradi spopadov z Zero lovci skupaj z drugima pilotoma njegove eskadrilje Cenom Dzeljom in Linom Hengom (mlajši brat znanega arhitekta Lina Huijina), v obrambi Čengduja 14. marca 1941.
Po napadu na Pearl Harbor konec leta 1941 so ZDA začele postavljati postaje v letalskih bazah na Kitajskem. Leta 1944 je ameriško poveljstvo bombnikov XX sprožilo operacijo Matterhorn, ambiciozen načrt za postavitev B-29 Superfortresses bombnikov v Čengduju od koder bi izvajali strateško bombardiranje japonskega otočja. Operativna baza je bila na letališču Šindžin v jugozahodnem delu metropolitanskega območja Čengdu. Ker je operacija zahtevala obsežen zračni prevoz goriva in zalog nad Himalajo, to ni bil eden večjih vojaških uspehov, vendar je Čengduju prinesel odliko, da je sprožil prvi resni maščevalni ukrep proti Japonski.
Med kitajsko državljansko vojno je bil Čengdu zadnje mesto na kitajski celini, ki ga zavzel Kuomintang. Predsednik Čjang Kajšek in njegov sin Čjang Čingkuo sta usmerjala obrambo mesta pred osrednjo vojaško akademijo v Čengduju do leta 1949, ko so ga 27. decembra zavzele komunistične sile. Ljudska osvobodilna vojska ga je po dogovoru med Ljudsko osvobodilno vojsko in poveljnikom vojske KMT, ki je varovala mesto, brez odpora zavzela. 10. decembra so ostanki nacionalistične kitajske vlade zbežali na Tajvan.
Novo območje Tjanfu je trajnostno načrtovano mesto, ki bo zunaj osrednjega Čengduja in naj bi bilo v celoti zgrajeno konec tega desetletja. Mesto naj bi bilo tudi samooskrbno, saj naj bi bilo vsako prebivališče oddaljeno dve minuti od najbližjega parka.

#### Velemesto
Leta 2019 je Čengdu kot najuspešnejše kitajsko gospodarstvo prehitel Šendžen, kitajsko tehnološko središče. Mestno prebivalstvo je v zadnjih dveh desetletjih zelo naraslo. Izvedene so bile naložbe v železnico Evropa-Čengdu Express, ki mestu nudi še več možnosti za rast. Kitajska kot način za ohranitev kmetijskih zemljišč in prilagoditev naraščajočega prebivalstva Čengduja gradi hiper gosto satelitsko mesto, osredotočeno okoli osrednjega vozlišča za množične tranzite, imenovano Veliko mesto, kjer je kateri koli cilj znotraj mesta oddaljen 15 minut hoje. To prototipno mesto je namenjeno zagotavljanju cenovno ugodnega in kakovostnega življenjskega sloga, ki zagotavlja prostore orientirane okoli ljudi, ki ne potrebujejo avtomobila za navigacijo.
Njihov trenutni urbanistični poudarek v mestu Čengdu je, da mesto postane »mesto v parku«, ne pa da ustvarjajo parke v mestu. Veliko mesto se ujema s pobudo za 'park mesto' v Čengduju, pri čemer daje prednost okolju, javnemu prostoru in kakovosti življenja. Sestavljeno bo iz 15 % parkov in zelenih površin in se nahajalo na površini 1,3 km². Čeprav bo 25 % prostora namenjenega cestam, bo polovica cest namenjena pešcem. Ta tranzitni sistem zagotavlja neposreden prevoz do samega Čengduja. Pričakuje se, da bo mesto porabilo 48 % manj energije kot mesta podobne velikosti.

Cilj projekta »park mesta« je omogočiti mestu, kot je Čengdu, da konkurira Pekingu in Šanghaju, ne da bi mestu odvzeli njegov značaj. Mesto Čengdu je že zdaj znano po osredotočenosti na kakovost življenja, ki vključuje cenovno ugodna stanovanja, dobre javne šole, drevesa in kolesarske steze. Vendar se ta projekt šteje za projekt obnove mesta in za izvedbo tega projekta prihaja do rušenja in prisilnih izselitev. Veliko mesto je lahko deloma nadomestilo za projekt obnove mest, ki poteka v Čengduju.
- Arheološko najdišče Džinša (odkrito leta 2001) je večje arheološko odkritje v Čengduju
- Namakalni sistem Dudžjangjan, zgrajen leta 256 pred našim štetjem, deluje še danes.
- Nad Čengdujem so se kitajske zračne sile in zračne sile cesarske japonske vojske in mornarice borile za zračno nadvlado mesta; nas sliki je prikazan lovec I-16 v letalskem muzeju Datangšan.
- Huangčengba leta 1911
- 40. bombna divizija Boeing B-29-5-BW Superfortress 42-6281 »20th Century Unlimited« na letališču Hsinčing (A-1), Kitajska, napredno kitajsko oporišče 40. bombne divizije po zaključku napada na Anšan v Mandžuriji. Misija št. 4, 29. julij 1944.
- Ljudska osvobodilna vojska je 27. decembra 1949 vstopila v Čengdu

## Geografija
Prostrana ravnina, na kateri se nahaja Čengdu, ima nadmorsko višino od 450 do 720 metrov.
Severozahodni Čengdu meji na visoko in strmo gorovje Longmen na severozahodu in na zahodu na gorovje Čionglaj, katerih višina presega 3000 m in vključuje Mjao Džiling (5364 m) in Šilingovo sneženo goro (5.164 m). Na zahodnem gorskem območju je tudi velik primitivni gozd z obilnimi biološkimi viri in habitatom za orjaške pande. Vzhodno od Čengduja stoji nizko gorovje Longčuan in zahodno obrobno območje hribovite dežele reke Min, območja, kjer se steka več rek. Že od antičnih časov je bil Čengdu zaradi rodovitne zemlje, ugodnega podnebja in namakalnega sistema Dudžjangjan znan kot »bogata dežela«.
Čengdu se nahaja na zahodnem robu Rdeče kotline in leži na Čengdujski ravnini; prevladujoč teren so ravnine. Zemljepisna širina prefekture se giblje od 30° 05 'do 31° 26' J, medtem ko se njena zemljepisna dolžina giblje od 102° 54 'do 104° 53' V, in se razteza 192 km od vzhoda proti zahodu in 166 km od juga proti severu, na 12.390 km² zemlje. Sosednje prefekture so Dejang (NE), Dzijang (SE), Mejšan (S), Jaan (SW) ter Tibetanska avtonomna prefektura Ngava in Čjang (N). Mestno območje z nadmorsko višino 500 m ima nekaj rek, od tega tri reke Džin, Fu in Ša. Zunaj neposrednega urbanega območja je topografija bolj zapletena: na vzhodu leži gorovje Longčuan (龙泉山脉) in hribovje Pendžong (盆中丘陵); zahodno leži gorovje Čionglaj, ki se v okraju Daji dvigne na 5.364 m. Najnižja točka v prefekturi Čengdu s 378 m leži na jugovzhodu okraja Džintang.

### Podnebje
Čengdu ima monsunsko vlažno subtropsko podnebje (Köppen Cwa) in je vse leto v veliki meri toplo z visoko relativno vlažnostjo. Ima štiri različne letne čase, z zmernimi padavinami, prisotnimi predvsem v toplejših mesecih, razbremenjen tako vročih poletij kot mrzlih zim. Gorovje Čin (Činling) na skrajnem severu pomaga pozimi zaščititi mesto pred hladnimi sibirskimi vetrovi; zaradi tega je kratka zima milejša kot v spodnjem Jangceju. 24-urna povprečna dnevna povprečna temperatura v januarju je 5,6 °C, sneg je redek, vendar je vsako zimo nekaj zmrzali. Poletje je vroče in vlažno, vendar ne v obsegu mest »Treh peči« Čongčing, Vuhan in Nanking, ki ležijo v porečju Jangce. 24-urna dnevna povprečna temperatura v juliju in avgustu je okoli 25 °C, popoldanski vrhunci pa včasih dosežejo 33 °C; trajna vročina, kot jo najdemo v večjem delu vzhodne Kitajske, je redka. Padavine se najpogosteje pojavljajo julija in avgusta, v hladnejših mesecih pa jih je zelo malo. Čengdu ima tudi zelo malo letnih sončnih žarkov na nacionalni ravni, letno je manj sonca kot v večini severne Evrope, večina dni pa je oblačnih, četudi brez dežja. To še posebej velja v zimskih mesecih, ko je nebo skoraj nenehno sivo, poleg tega pa ga dopolnjuje tudi slaba kakovost zraka. Z mesečnim odstotkom možnega sonca, ki se giblje od 16 odstotkov decembra do 38 odstotkov avgusta, mesto letno prejme 1073 ur sončnih žarkov. Spomladi (marec–april) je čez dan bolj sončno in toplejše kot jeseni (oktober–november). Letno povprečje je 16,27 °C, ekstremi pa se gibljejo od -4,6 °C do 37,5 °C.
| Podnebni podatki za Čengdu (Okrožje Šuanglju, 1981–2010)                             | Podnebni podatki za Čengdu (Okrožje Šuanglju, 1981–2010) | Podnebni podatki za Čengdu (Okrožje Šuanglju, 1981–2010) | Podnebni podatki za Čengdu (Okrožje Šuanglju, 1981–2010) | Podnebni podatki za Čengdu (Okrožje Šuanglju, 1981–2010) | Podnebni podatki za Čengdu (Okrožje Šuanglju, 1981–2010) | Podnebni podatki za Čengdu (Okrožje Šuanglju, 1981–2010) | Podnebni podatki za Čengdu (Okrožje Šuanglju, 1981–2010) | Podnebni podatki za Čengdu (Okrožje Šuanglju, 1981–2010) | Podnebni podatki za Čengdu (Okrožje Šuanglju, 1981–2010) | Podnebni podatki za Čengdu (Okrožje Šuanglju, 1981–2010) | Podnebni podatki za Čengdu (Okrožje Šuanglju, 1981–2010) | Podnebni podatki za Čengdu (Okrožje Šuanglju, 1981–2010) | Podnebni podatki za Čengdu (Okrožje Šuanglju, 1981–2010) |
| Mesec                                                                                | Jan                                                      | Feb                                                      | Mar                                                      | Apr                                                      | Maj                                                      | Jun                                                      | Jul                                                      | Avg                                                      | Sep                                                      | Okt                                                      | Nov                                                      | Dec                                                      | Letno                                                    |
| ------------------------------------------------------------------------------------ | -------------------------------------------------------- | -------------------------------------------------------- | -------------------------------------------------------- | -------------------------------------------------------- | -------------------------------------------------------- | -------------------------------------------------------- | -------------------------------------------------------- | -------------------------------------------------------- | -------------------------------------------------------- | -------------------------------------------------------- | -------------------------------------------------------- | -------------------------------------------------------- | -------------------------------------------------------- |
| Rekordno visoka temperatura °C                                                       | 18.9                                                     | 24.0                                                     | 31.8                                                     | 32.5                                                     | 35.2                                                     | 37.5                                                     | 37.3                                                     | 36.6                                                     | 36.2                                                     | 30.1                                                     | 26.2                                                     | 18.4                                                     | 37.5                                                     |
| Povprečna visoka temperatura °C                                                      | 9.4                                                      | 11.8                                                     | 16.3                                                     | 21.9                                                     | 26.6                                                     | 28.1                                                     | 29.8                                                     | 29.6                                                     | 25.8                                                     | 20.9                                                     | 16.3                                                     | 10.7                                                     | 20.6                                                     |
| Povprečna dnevna temperatura °C                                                      | 5.6                                                      | 7.9                                                      | 11.5                                                     | 16.6                                                     | 21.3                                                     | 23.8                                                     | 25.4                                                     | 24.9                                                     | 21.6                                                     | 17.2                                                     | 12.4                                                     | 7.1                                                      | 16.3                                                     |
| Povprečna nizka temperatura °C                                                       | 2.9                                                      | 5.1                                                      | 8.1                                                      | 12.7                                                     | 17.3                                                     | 20.6                                                     | 22.2                                                     | 21.7                                                     | 18.9                                                     | 14.8                                                     | 9.8                                                      | 4.5                                                      | 13.2                                                     |
| Rekordno nizka temperatura °C                                                        | −4.6                                                     | −2.6                                                     | −1.8                                                     | 4.0                                                      | 6.3                                                      | 14.2                                                     | 16.6                                                     | 16.0                                                     | 12.2                                                     | 3.1                                                      | 0.2                                                      | −4.1                                                     | −4.6                                                     |
| Povprečna količina padavin mm                                                        | 8.9                                                      | 12.9                                                     | 22.4                                                     | 47.6                                                     | 76.9                                                     | 114.3                                                    | 208.1                                                    | 197.2                                                    | 111.0                                                    | 35.5                                                     | 14.8                                                     | 6.1                                                      | 855.7                                                    |
| Povp. št. dni s padavinami (≥ 0.1 mm)                                                | 7.0                                                      | 8.5                                                      | 10.9                                                     | 13.0                                                     | 14.7                                                     | 15.2                                                     | 17.6                                                     | 15.8                                                     | 15.6                                                     | 13.1                                                     | 7.7                                                      | 5.2                                                      | 144.3                                                    |
| Povprečna relativna vlažnost (%)                                                     | 85                                                       | 83                                                       | 81                                                       | 80                                                       | 77                                                       | 82                                                       | 86                                                       | 86                                                       | 85                                                       | 85                                                       | 84                                                       | 85                                                       | 83                                                       |
| Povp. št. sončnih ur                                                                 | 53.3                                                     | 51.4                                                     | 83.1                                                     | 113.9                                                    | 121.7                                                    | 117.2                                                    | 131.9                                                    | 155.0                                                    | 77.6                                                     | 59.4                                                     | 57.2                                                     | 51.6                                                     | 1.073,3                                                  |
| % možne sončnosti                                                                    | 17                                                       | 17                                                       | 23                                                       | 30                                                       | 29                                                       | 28                                                       | 31                                                       | 38                                                       | 21                                                       | 17                                                       | 18                                                       | 16                                                       | 24                                                       |
| Vir: China Meteorological Administration (precipitation days and sunshine 1971–2000) |                                                          |                                                          |                                                          |                                                          |                                                          |                                                          |                                                          |                                                          |                                                          |                                                          |                                                          |                                                          |                                                          |

### Upravna delitev
Čengdu je podprovinčno mesto, ki služi kot glavno mesto Sečuana vse od Čongčingove obnove provinčnega statusa leta 1997. Ima neposredno pristojnost nad 12 okrožji, 5 okrajnimi mesti in 3 okraji:
| Upravna delitev Čengduja | Upravna delitev Čengduja | Upravna delitev Čengduja | Upravna delitev Čengduja | Upravna delitev Čengduja        | Upravna delitev Čengduja | Upravna delitev Čengduja | Upravna delitev Čengduja | Upravna delitev Čengduja | Upravna delitev Čengduja | Upravna delitev Čengduja | Upravna delitev Čengduja |
| --- | ------------------------ | ------------------------ | ------------------------ | ------------------------------- | ------------------------ | ------------------------ | ------------------------ | ------------------------ | ------------------------ | ------------------------ | ------------------------ |
| 1 2 3 4 5 Longčuanji Čingbajdžjang Šindu Vendžjang Šuanglju Pidu Šinjin Džintang · Okraj Daji · Okraj Pudžjang · Okraj Dudžjangjan · (mesto) Pengdžov · (mesto) Čionglaj · (mesto) Čongdžov · (mesto) Džjanjang · (mesto) 1. Džindžjang 2. Čingjang 3. Džinnju 4. Vuhov 5. Čenghua |                          |                          |                          |                                 |                          |                          |                          |                          |                          |                          |                          |
| Koda enote | Enota                    | Površina v km2           | Prebivalstvo 2010        | Sedež                           | Poštna št.               | Podenote                 | Podenote                 | Podenote                 | Podenote                 | Podenote                 |                          |
| Koda enote | Enota                    | Površina v km2           | Prebivalstvo 2010        | Sedež                           | Poštna št.               | Podokrožja               | Naselja                  | Mestna okrožja           | Stanovanjske skupnosti   | Upravne vasi             |                          |
| 510100 | Čengdu                   | 14.378,18                | 14.047.625               | Okrožje Vuhov                   | 610000                   | 112                      | 205                      | 55                       | 1549                     | 2735                     |                          |
| 510104 | Okrožje Džindžjang       | 60,24                    | 690.422                  | Podokrožje ceste Čenglong       | 610000                   | 16                       |                          |                          | 117                      |                          |                          |
| 510105 | Okrožje Čingjang         | 65,89                    | 828.140                  | Podokrožje zahodne ceste Šinhua | 610000                   | 14                       |                          |                          | 76                       |                          |                          |
| 510106 | Okrožje Džinnju          | 107,03                   | 1.200.776                | Podokrožje Fučin                | 610000                   | 15                       |                          |                          | 109                      |                          |                          |
| 510107 | Okrožje Vuhov            | 123,44                   | 1.083.806                | Podokrožje ceste Džjangši       | 610000                   | 17                       |                          |                          | 113                      |                          |                          |
| 510108 | Okrožje Čenghua          | 109,28                   | 938.785                  | Podokrožje Mengdžuivan          | 610000                   | 14                       |                          |                          | 101                      |                          |                          |
| 510112 | Okrožje Longčuanji       | 558,74                   | 767.203                  | Podokrožje Longčuan             | 610100                   | 4                        | 7(5)                     | 1                        | 65                       | 76                       |                          |
| 510113 | Okrožje Čingbajdžjang    | 392,41                   | 381.792                  | Podokrožje Hongjang             | 610300                   | 2                        | 8(4)                     | 1                        | 27                       | 94                       |                          |
| 510114 | Okrožje Šindu            | 480,65                   | 775.703                  | Podokrožje Šindu                | 610500                   | 3                        | 10(10)                   |                          | 128                      | 127                      |                          |
| 510115 | Okrožje Vendžjang        | 276,91                   | 457.070                  | Podokrožje Ljučeng              | 611100                   | 4                        | 6(3)                     |                          | 79                       | 35                       |                          |
| 510116 | Okrožje Šuanglju         | 1,067,83                 | 1.158.516                | Podokrožje Dongšeng             | 610200                   | 7                        | 18                       |                          | 153                      | 116                      |                          |
| 510117 | Okrožje Pidu             | 437,45                   | 756.047                  | Podokrožje Pitong               | 611700                   | 3                        | 13                       |                          | 60                       | 139                      |                          |
| 510132 | Okrožje Šindžin          | 329,93                   | 302.199                  | Podokrožje Vudžin               | 611400                   | 1                        | 10                       | 1                        | 26                       | 80                       |                          |
| Mestna okrožja | Mestna okrožja           | 3679,87                  | 9.038.260                |                                 |                          |                          |                          |                          |                          |                          |                          |
| 510121 | Okraj Džintang           | 1155,60                  | 717.225                  | Podokrožje Džaodžen             | 610400                   | 1                        | 18                       | 2                        | 47                       | 185                      |                          |
| 510129 | Okraj Daji               | 1318,80                  | 502.198                  | Podokrožje Džinjuan             | 611300                   | 1                        | 16                       | 3                        | 66                       | 152                      |                          |
| 510131 | Okraj Pudžjang           | 579,17                   | 239.562                  | Podokrožje Hešan                | 611600                   | 1                        | 7                        | 4                        | 25                       | 107                      |                          |
| 510181 | Dudžjangjan              | 1207.98                  | 657.996                  | Podokrožje Guankov              | 611800                   | 5                        | 13                       | 1                        | 69                       | 197                      |                          |
| 510182 | Pengdžov                 | 1419.38                  | 762.887                  | mesto Tjanpeng                  | 611900                   | 1                        | 19                       |                          | 102                      | 251                      |                          |
| 510183 | Čionglaj                 | 1384,44                  | 612.753                  | Podokrožje Linčiong             | 611500                   | 1                        | 17                       | 6                        | 62                       | 202                      |                          |
| 510184 | Čongdžov                 | 1088,01                  | 661.120                  | Podokrožje Čongjang             | 611200                   | 1                        | 18                       | 6                        | 65                       | 188                      |                          |
| 510185 | Džjanjang                | 2215,02                  | 1.071.215                | Podokrožje Džjančeng            | 611400                   | 4                        | 25                       | 29                       | 49                       | 796                      |                          |

| Upravne enote v kitajščini in vrste romanizacije | Upravne enote v kitajščini in vrste romanizacije | Upravne enote v kitajščini in vrste romanizacije | Upravne enote v kitajščini in vrste romanizacije | Upravne enote v kitajščini in vrste romanizacije |
| Slovenščina                                      | Kitajščina                                       | Hanju Pinjin                                     | Sečuanski pinjin                                 |                                                  |
| ------------------------------------------------ | ------------------------------------------------ | ------------------------------------------------ | ------------------------------------------------ | ------------------------------------------------ |
| Čengdu                                           | 成都市                                           | Chéngdū Shì                                      | cen2 du1 si4                                     |                                                  |
| Okrožje Džindžjang                               | 锦江区                                           | Jǐnjiāng Qū                                      | jin3 jiang1 qu1                                  |                                                  |
| Okrožje Čingjang                                 | 青羊区                                           | Qīngyáng Qū                                      | qin1 yang2 qu1                                   |                                                  |
| Okrožje Džinnju                                  | 金牛区                                           | Jīnniú Qū                                        | jin1 nyiu2 qu1                                   |                                                  |
| Okrožje Vuhov                                    | 武侯区                                           | Wǔhóu Qū                                         | wu3 hou2 qu1                                     |                                                  |
| Okrožje Čenghua                                  | 成华区                                           | Chénghuá Qū                                      | cen2 hua2 qu1                                    |                                                  |
| Okrožje Longčuanji                               | 龙泉驿区                                         | Lóngquányì Qū                                    | nong2 quan2 yi2 qu1                              |                                                  |
| Okrožje Čingbajdžjang                            | 青白江区                                         | Qīngbáijiāng Qū                                  | qin1 be2 jiang1 qu1                              |                                                  |
| Okrožje Šindu                                    | 新都区                                           | Xīndū Qū                                         | xin1 du1 qu1                                     |                                                  |
| Okrožje Vendžjang                                | 温江区                                           | Wēnjiāng Qū                                      | wen1 jiang1 qu1                                  |                                                  |
| Okrožje Šuanglju                                 | 双流区                                           | Shuāngliú Qū                                     | suang1 niu2 qu1                                  |                                                  |
| Okrožje Pidu                                     | 郫都区                                           | Pídū Qū                                          | pi2 du1 qu1                                      |                                                  |
| Okrožje Šindžin                                  | 新津区                                           | Xīnjīn Qū                                        | xin1 jin1 qu1                                    |                                                  |
| Okraj Džintang                                   | 金堂县                                           | Jīntáng Xiàn                                     | jin1 tang2 xian3                                 |                                                  |
| Okraj Daji                                       | 大邑县                                           | Dàyì Xiàn                                        | da4 yi2 xian3                                    |                                                  |
| Okraj Pudžjang                                   | 蒲江县                                           | Pújiāng Xiàn                                     | pu24 jiang1 xian3                                |                                                  |
| Džjanjang                                        | 简阳市                                           | Jiǎnyáng Shì                                     | jian3 yang2 si4                                  |                                                  |
| Dudžjangjan                                      | 都江堰市                                         | Dūjiāngyàn Shì                                   | du1 jiang1 yan4 si4                              |                                                  |
| Pengdžov                                         | 彭州市                                           | Péngzhōu Shì                                     | pen2 zou1 si4                                    |                                                  |
| Čionglaj                                         | 邛崃市                                           | Qiónglái Shì                                     | qiong2 lai2 si4                                  |                                                  |
| Čongdžov                                         | 崇州市                                           | Chóngzhōu Shì                                    | cong2 zou1 si4                                   |                                                  |

- Novo območje Tjanfu
- Območje gospodarskega in tehnološkega razvoja v Čengduju
- Visokotehnološka cona industrijskega razvoja v Čengduju
  - Čengdu Tjanfu programski park
  - Območje obdelave izvoza Čengdu

## Mestna krajina
Julija 2013 je v mestu največja stavba glede na površino nadstropij na svetu New Century Global Center. Konstrukcija, visoka 100 m, je velika 500 krat 400 m s 1.700.000 m² talne površine. V centru so prodajalne, kino s 14 gledališči, pisarne, hoteli, vodni park z umetno plažo in valovi ter vas v sredozemskem slogu, ki obsega velik hotel s 5 zvezdicami in 150 m dolg LED zaslon, drsališče in parkirišče s 15.000 mesti.
- Hongdžaobi, Južna ljudska cesta, Čengdu
- Južna ljudska cesta, Čengdu
- IFS, cesta Hongšing, Čengdu
- IFS Čengdu vhod v nakupovalni center
- Waldorf Astoria Hotels & Resorts v Čengduju
- Nidžja Čjao, Južna cesta Renmin, Čengdu
- Reka Džin, Šangri-la Hotel Čengdu
- Most Anšun, Čengdu
- Kitajsko-oceanski Tajkoo Li Čengdu
- New Century Global Center, Čengdu
- Postaja trg Tjanfu
- Sečuanski muzej znanosti in tehnologije
- Pogled na Sečuansko knjižnico s trga Tjanfu

## Demografija
Po popisu prebivalstva leta 2010 je imelo območje 14.047.625 prebivalcev, od tega 8.311.752 prebivalcev v mestu, ki šteje za 11 mestnih in primestnih upravnih okrožij. V pozidanem območju je živelo 10.484.996 prebivalcev, vključno z 11 okrožji, plus mestom Guanghan (v mestu Dejang) in okrožjem Šindžin, ki so bili hitro urbanizirani.
Obsežno metropolitansko območje je po ocenah OECD (Organizacija za gospodarsko sodelovanje in razvoj) leta 2010 imelo 18,1 milijona prebivalcev.

### Navedbe
1. 1 2  龟城刘备审阿斗_中华文本库. Chinadmd.com (v kitajščini). 29. junij 2015. Arhivirano iz prvotnega spletišča dne 3. marca 2016. Pridobljeno 31. decembra 2015.
2. ↑  四川统计年鉴——2018 (v kitajščini). Sichuan Bureau of Statistics. Arhivirano iz prvotnega spletišča dne 26. decembra 2019. Pridobljeno 26. decembra 2019.
3. ↑  »China: Sìchuān (Prefectures, Cities, Districts and Counties) – Population Statistics, Charts and Map«. Arhivirano iz spletišča dne 20. januarja 2022. Pridobljeno 14. januarja 2022.
4. ↑  Lai, Fangjie (赖芳杰). 2018年成都市实现地区生产总值15342.77亿元 比上年增长8.0%. Baijiahao Baidu News. Arhivirano iz spletišča dne 28. januarja 2019. Pridobljeno 28. januarja 2019.
5. ↑  成都统计年鉴-2018. Chengdu Bureau of Statistics. Arhivirano iz prvotnega spletišča dne 9. januarja 2019. Pridobljeno 28. januarja 2019.
6. ↑  《2013中国人类发展报告》 (PDF) (v kitajščini). United Nations Development Programme China. 2015. Arhivirano (PDF) iz spletišča dne 29. novembra 2013. Pridobljeno 14. maja 2014.
7. ↑  »The World According to GaWC 2016«. Globalization and World Cities Research Network. Loughborough University. 14. november 2018. Arhivirano iz spletišča dne 3. maja 2017. Pridobljeno 14. novembra 2018.
8. ↑  »The Global Financial Centres Index 28« (PDF). Long Finance. september 2020. Pridobljeno 26. septembra 2020.{{navedi splet}}:  Vzdrževanje CS1: samodejni prevod datuma (povezava)
9. 1 2  »Chengdu | China«. Encyclopædia Britannica (v angleščini). Arhivirano iz spletišča dne 15. aprila 2019. Pridobljeno 13. junija 2019.
10. ↑  »Multinationals flock to 'central hub' city Chengdu«. The Telegraph (v britanski angleščini). 26. april 2019. ISSN 0307-1235. Pridobljeno 13. junija 2019.
11. ↑  »Snapshot: China's Western Theater Command«. Jamestown (v ameriški angleščini). Arhivirano iz spletišča dne 30. marca 2019. Pridobljeno 13. junija 2019.
12. ↑  Kuo, Lily (4. februar 2019). »Inside Chengdu: can China's megacity version of the garden city work?«. The Guardian (v britanski angleščini). ISSN 0261-3077. Arhivirano iz spletišča dne 13. junija 2019. Pridobljeno 13. junija 2019.
13. ↑  Flannery, Russell. »Shanghai Tops New Forbes China Ranking of Best Cities For Living«. Forbes (v angleščini). Arhivirano iz spletišča dne 3. avgusta 2019. Pridobljeno 13. junija 2019.
14. ↑  »Chengdu: UNESCO City of Gastronomy«. UNESCO. 26. maj 2011.
15. ↑  »Nature Index 2020 Science Cities | Supplements | Nature Index«. www.natureindex.com. Pridobljeno 13. oktobra 2020.
16. ↑  »Chengdu, the City Whose Name hasn't changed for 2300 years«. cd.wenming.cn. 6. januar 2011. Arhivirano iz spletišča dne 1. marca 2011. Pridobljeno 6. januarja 2011.
17. 1 2  »Chang Hsien-chung«. Eminent Chinese of the Ch'ing Period. Qing Research Portal, Dartmouth College. Arhivirano iz spletišča dne 7. marca 2014. Pridobljeno 15. septembra 2012.
18. ↑  »Origin of the name 'Chengdu'« [“成都”得名的由来]. Chengdu Museum. Pridobljeno 29. januarja 2020.
19. ↑  Wilkinson, Endymion (2000), Chinese History: A Manual, Harvard University Asia Center, str. 849
20. 1 2  Quian, Jack (2006). Chengdu: A City of Paradise. AuthorHouse. str. 109. ISBN 978-1-4259-7590-6.
21. 1 2  Yule, Henry;  in sod. (ur.), The Travels of Marco Polo, Vol. II, Ch. XLIV, arhivirano iz spletišča dne 24. septembra 2009, pridobljeno 16. aprila 2010
22. 1 2  Encyclopædia Britannica. Zv. V (9th izd.). New York: Charles Scribner's Sons. 1878. China. OCLC 1387837.
23. ↑  成都味道 PDF – 综合课件 – 道客巴巴. Doc88.com. 2. junij 2013. Arhivirano iz spletišča dne 12. avgusta 2014. Pridobljeno 31. decembra 2015.
24. ↑  »Chengdu Unveils its New City Logo«. news.ifeng.com. 30. december 2011. Arhivirano iz spletišča dne 31. decembra 2011. Pridobljeno 10. februarja 2012.
25. ↑  Sage, Steven F. (1992). Ancient Sichuan and the unification of China. Albany: State University of New York Press. str. 16. ISBN 0791410374. Arhivirano iz spletišča dne 4. oktobra 2013. Pridobljeno 12. maja 2014.
26. ↑  Liang Deng;  in sod. (2001). History of China. China Intercontinental Press. str. 171. ISBN 7-5085-1098-4.
27. ↑  Mayhew, Bradley; Miller, Korina; English, Alex (2002). South-West China (2. izd.). Lonely Planet. str. 19. ISBN 978-1-86450-370-8. Arhivirano iz spletišča dne 8. aprila 2016. Pridobljeno 6. novembra 2015.
28. ↑  Yingcong Dai (2009). The Sichuan Frontier and Tibet: Imperial Strategy in the Early Qing. University of Washington Press. str. 22–27. ISBN 978-0-295-98952-5.
29. ↑  Cambridge History Vol 11, Part 2:522
30. ↑  Cambridge History Vol 11, Part 2:524
31. ↑  »Chinese continue to seek justice for Japanese bombings – China«. Chinadaily.com.cn. Arhivirano iz spletišča dne 20. junija 2014. Pridobljeno 31. decembra 2015.
32. ↑  »Håkans Aviation page – Sino-Japanese Air War 1939«. Surfcity.kund.dalnet.se. Arhivirano iz spletišča dne 3. marca 2016. Pridobljeno 31. decembra 2015.
33. ↑  »5th June 1941: Thousands die in Chungking raid«. Ww2today.com. 5. junij 1941. Arhivirano iz spletišča dne 8. avgusta 2014. Pridobljeno 31. decembra 2015.
34. ↑  Cheung, 2015, p. 72. Imperial Japanese Navy's new supercharged and high-octane fueled engines had almost put the Mitsubishi G3M bombers out of reach of obsolescent Chinese fighter attacks
35. ↑  Chen, C. Peter. »Cen Zeliu – Fighter Pilot«. WW2DB. Pridobljeno 15. novembra 2020. On 4 Nov 1939, Chinese Air Force Captain shot down the G3M bomber carrying the commanding officer of Imperial Japanese Navy's 13th Air Group commanding officer Captain Kikushi Okuda, who became the highest ranking Japanese Navy air officer to be killed in the war thus far
36. 1 2  LoProto, Mark (9. april 2018). »Pearl Harbor Scourge: Mitsubishi A6M Zero«. Visit Pearl Harbor (v ameriški angleščini). Arhivirano iz prvotnega spletišča dne 30. novembra 2020. Pridobljeno 15. novembra 2020. The Scouge of the A6M Zero
37. ↑   Arhivirano 12 August 2014 na Wayback Machine.
38. ↑  »Major 'Buffalo' Wong Sun-Shui«. Century-of-flight.net. Arhivirano iz spletišča dne 8. junija 2013. Pridobljeno 31. decembra 2015.
39. ↑  »Chinese biplane fighter aces – 'Buffalo' Wong Sun-Shui«. Surfcity.kund.dalnet.se. Arhivirano iz spletišča dne 14. julija 2014. Pridobljeno 31. decembra 2015.
40. ↑  Network, Warfare History (10. januar 2020). »The World War II Allies Were Not Prepared To Fight Japan's Zero Fighter«. The National Interest (v angleščini). Arhivirano iz prvotnega spletišča dne 27. septembra 2020. Pridobljeno 15. novembra 2020. The Japanese Zero fighter terrified allied pilots
41. ↑  Haulman References Chapter The Superfortress Takes to the Skies Arhivirano 4 January 2016 na Wayback Machine. p. 4
42. ↑  Crosby, Jim.  Location of China Bomber bases, 1944–45 Arhivirano 18 February 2012 na Wayback Machine., website created by David Wilhelm in memory of Sgt. Daniel L. Wilhelm, USAAF Arhivirano 13 December 2013 na Wayback Machine., Retrieved 12 May 2014
43. ↑  »Archived copy« 重返新津机场美国老兵泪光闪烁. Xinhua (v kitajščini). 20. avgust 2005. Arhivirano iz prvotnega spletišča dne 4. januarja 2016. Pridobljeno 12. maja 2014.{{navedi novice}}:  Vzdrževanje CS1: arhivirana kopija kot naslov (povezava)
44. ↑  United States Strategic bombing survey summary report (Pacific War) Arhivirano 16 May 2008 na Wayback Machine., Washington D.C. 1 July 1946. Page 16.
45. ↑  Cook, Chris Cook. Stevenson, John. [2005] (2005). The Routledge Companion to World History Since 1914. Routledge. ISBN 0-415-34584-7. p 376.
46. ↑  Han Cheung (4. december 2016). »Taiwan in Time: The great retreat«. Taipei Times. Arhivirano iz spletišča dne 8. decembra 2016. Pridobljeno 10. decembra 2016.
47. ↑  Davies, Alex (2. november 2012). »China Is Building A Huge Eco-City Where No One Will Need To Drive«. Business Insider. Arhivirano iz spletišča dne 10. januarja 2013. Pridobljeno 27. januarja 2013.
48. 1 2  Zhou, Cissy (23. oktober 2019). »Shenzhen, Beijing lose out to Chengdu as China's best performing city economy, says report«. South China Morning Post. South China Morning Post Publisher. Arhivirano iz spletišča dne 4. novembra 2019. Pridobljeno 4. novembra 2019.
49. 1 2 3  Kuo, Lily (4. februar 2019). »Inside Chengdu: can China's megacity version of the garden city work?«. The Guardian. Guardian News & Media Limited or its affiliated companies. Arhivirano iz spletišča dne 13. junija 2019. Pridobljeno 13. junija 2019.
50. 1 2 3  Leanna, Garfield (16. maj 2017). »7 megaprojects that will transform Chinese cities by 2050«. Business Insider. Insider Inc. Arhivirano iz spletišča dne 4. novembra 2019. Pridobljeno 4. novembra 2019.
51. 1 2 3 4  Architizer. »A City Where Everything Is a 15 Minute Walk Away«. City Lab. The Atlantic Monthly Group. Arhivirano iz spletišča dne 4. novembra 2019. Pridobljeno 4. novembra 2019.
52. ↑  为什么重庆、武汉、南京有"三大火炉"之称？ (v kitajščini). Guangzhou Popular Science News Net (广州科普资讯网). 12. september 2007. Arhivirano iz prvotnega spletišča dne 12. novembra 2014. Pridobljeno 29. novembra 2010.
53. ↑  中国气象数据网 – WeatherBk Data (v kitajščini). China Meteorological Administration. Pridobljeno 15. aprila 2020.
54. ↑  
中国地面国际交换站气候标准值月值数据集（1971－2000年）. China Meteorological Administration. Arhivirano iz prvotnega spletišča dne 21. septembra 2013. Pridobljeno 25. maja 2010.
55. ↑  中央机构编制委员会印发《关于副省级市若干问题的意见》的通知. 中编发[1995]5号. 豆丁网. 19. februar 1995. Arhivirano iz prvotnega spletišča dne 29. maja 2014. Pridobljeno 28. maja 2014.
56. ↑  »Illuminating China's Provinces, Municipalities and Autonomous Regions-Sichuan«. PRC Central Government Official Website. 2001. Arhivirano iz spletišča dne 19. junija 2014. Pridobljeno 11. maja 2014.
57. ↑  中华人民共和国县以上行政区划代码 (v kitajščini). Ministry of Civil Affairs. Arhivirano iz spletišča dne 2. aprila 2015. Pridobljeno 15. oktobra 2016.
58. ↑  Census Office of the State Council of the People's Republic of China; Population and Employment Statistics Division of the National Bureau of Statistics of the People's Republic of China (2012).  中国2010年人口普查分乡、镇、街道资料 (1 izd.). Beijing: China Statistics Print. ISBN 978-7-5037-6660-2.
59. ↑  Ministry of Civil Affairs (Avgust 2014).  《中国民政统计年鉴2014》 (v kitajščini). China Statistics Print. ISBN 978-7-5037-7130-9.
60. ↑  Roberto A. Ferdman (3. julij 2013). »The world's new largest building is four times the size of Vatican City«. Quartz. Quartz. Arhivirano iz spletišča dne 4. julija 2013. Pridobljeno 4. julija 2013.
61. ↑  »China: Administrative Division of Sìchuān / 四川省 (Prefectures, Cities, Districts and Counties) – Population Statistics in Maps and Charts«. Citypopulation.de. Arhivirano iz spletišča dne 15. decembra 2014. Pridobljeno 31. decembra 2015.
62. ↑  CNBC.com, Justina Crabtree; special to (20. september 2016). »A tale of megacities: China's largest metropolises«. CNBC. Arhivirano iz spletišča dne 9. decembra 2017. Pridobljeno 8. decembra 2017. slide 7
63. ↑  OECD Urban Policy Reviews: China 2015, OECD READ edition. OECD iLibrary. OECD Urban Policy Reviews (v angleščini). OECD. 18. april 2015. str. 37. doi:10.1787/9789264230040-en. ISBN 9789264230033. ISSN 2306-9341. Arhivirano iz spletišča dne 27. marca 2017. Pridobljeno 8. decembra 2017.Linked from the OECD here Arhivirano 9 December 2017 na Wayback Machine.